# 西鉄9000形電車
西鉄9000形電車（にしてつ9000けいでんしゃ）は、西日本鉄道・西鉄天神大牟田線用の通勤形電車。

## 概要
天神大牟田線の主力車両である5000形の代替として製造された車両で、西鉄では3000形以来11年ぶりの新形式車両である。
制御装置にSiC素子を適用したVVVFインバータを採用したことに加え、前照灯・尾灯・車内照明など、全ての照明装置をLED化した。これにより、消費電力量は5000形との比較で約半分に抑えられている。

## 車両構造

### 車体
車体は3000形と同様のステンレス車体で、組み立てにはレーザー溶接を採用している。前頭部のみ、事故時の補修に備え、保守が容易な普通鋼製である。
7050形と同様、両開き扉を片側3か所に配置し、扉の間に大型窓2枚を配置している。側面窓は西鉄初のUVカットガラスを採用しているが、従来車と同様にロールカーテンも設置されている。前頭部は7000形以降の従来車と同様に貫通形で、前面窓が両側とも側面まで回り込んだパノラミックウインドウである。前照灯と尾灯は従来車と同様、前面窓下の左右に配置されているが、本形式では前照灯と尾灯が縦一列に並べられている。
車体色は無塗装ステンレス地（前頭部は銀色地）とし、車体側面窓下と側面上部にはロイヤルレッドの帯を入れている。車体前面部もロイヤルレッドに塗装されている。行先表示器は前面・側面とも、従来の幕式に代わり、西鉄では初となる日・英・中・韓4言語表示フルカラーLED表示器が採用されている。側面の表示機は速度が一定以上に達したら消灯可能である。

### 主要機器
台車は1999年（平成11年）以来の新製車に採用されている川崎重工業製空気ばね方式ボルスタレス台車で、基礎ブレーキはユニットブレーキとし、滑走防止検知装置を設置して増粘着材噴射装置を廃止するなどの変更を行い、動力台車が KW-161C 、付随台車が KW-162C となっている。3000形と同様、3両編成の大牟田側制御車（ク9000）は電動車化が可能となるよう、電動機未装備の動力台車とされている。
走行機器のVVVFインバータ+SIV（デュアルモード）・かご形三相誘導電動機は東芝製で、VVVFインバータとSIVはダイオード部にSiCを採用したハイブリッドSiCモジュールによるIGBT素子インバータとなった。
また、3000形で実績のあるトリプルモードを、本形式では全編成に搭載している。3000形と同様、通常走行時の1C2M-VVVF制御の他、1C4M-VVVF制御、CVCF（SIV）制御の3つのモードを制御ユニットに持たせることによって、インバータ1群故障時、またはSIV故障時においても切り替え健全なインバータユニットを活用し、起動加速度2.5 km/h/sを維持しての営業運転が可能となっている。
パンタグラフは、電動車（2両編成の大牟田方先頭車と3両編成の中間車）に3000形と同型のシングルアーム式のものを2基設置している。冷房装置についても、3000形と同様の集中式となっている。

### 車内
座席は全席ロングシートで、1人あたりの座面幅は470 mmと、5000形に比べ20 mm拡大されている。そのため扉間の座席は9人掛けに、車端部の座席は4人掛けになった。着座時の立ち上がりやすさを改善するため、座面の傾斜角は3度から6度に拡大されている。扉間座席の中間部のスタンションポール（縦握り棒）は7050形や5000形更新車では1本ずつであったが本形式では2本ずつとなったほか、本形式では車端部の座席の中間部にもスタンションポールを設けている。このためスタンションポールの数は先頭車9本、中間車11本となった。座席端部の袖仕切りは事故時の安全性向上のため7000形・7050形に比べ大型化され、強化ガラス製となった。また、本形式では車椅子・ベビーカー優先スペースが中間車も含め全車両に1か所ずつ設置されている。
本形式では床敷物が中央通路部に柄を入れた敷物となっている。この敷物の柄は水の流れをデザインしたもので、着席時に足を前方に投げ出すことを防ぐ心理的な効果も狙っている。
3000形と同様、車両間の連結面の貫通路にも扉を設けている。これまで西鉄では連結面に窓を設けていたが、本形式では連結面の窓が廃止されたため、閉塞感を出さないよう、連結面の貫通扉は強化ガラス製となっている。
出入口の戸袋部や足元には注意喚起のため黄色の線を入れているほか、扉上部には扉の開閉動作中に点滅する動作ランプを設置している。出入口上の鴨居部には各種案内や広告を表示する17インチ液晶ディスプレイによる車内案内表示装置を2基ずつ設置しており、うち1つは広告動画用、もう1つは旅客案内用となっている。
室内灯は上述のとおり従来車の蛍光灯ではなくLEDとなっている。

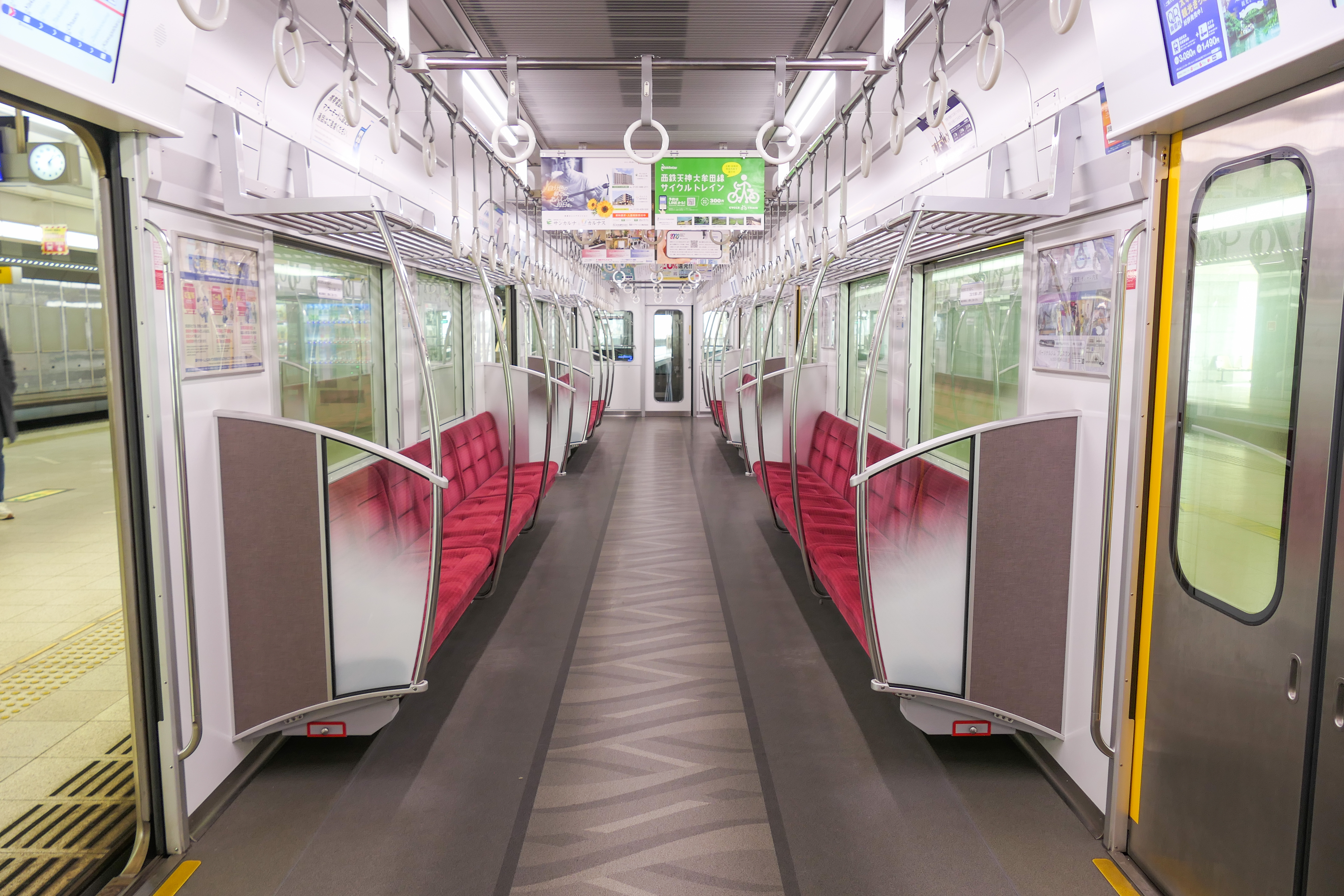
車内 （ク9007）
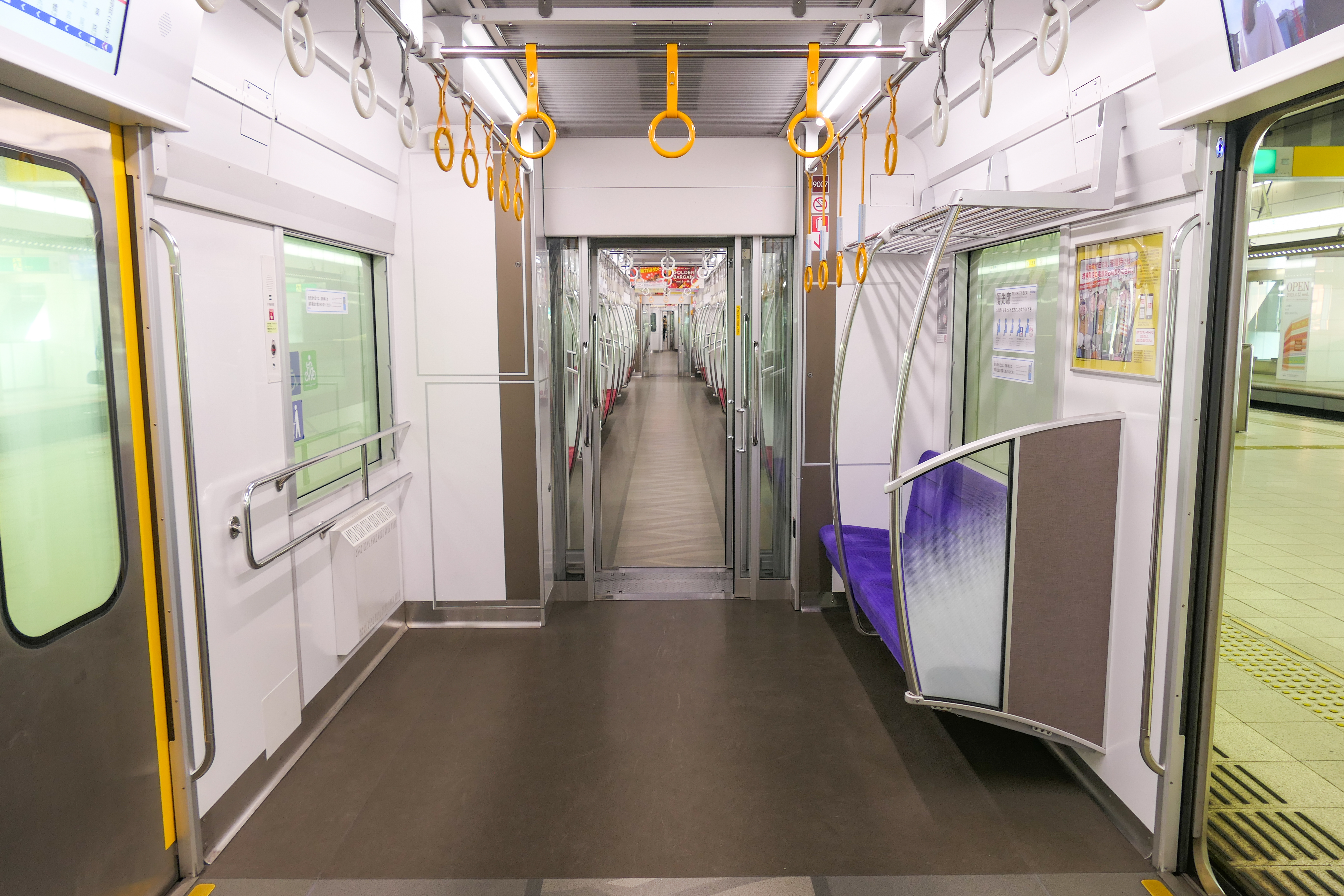
優先席と車椅子・ベビーカー優先スペース （ク9007）
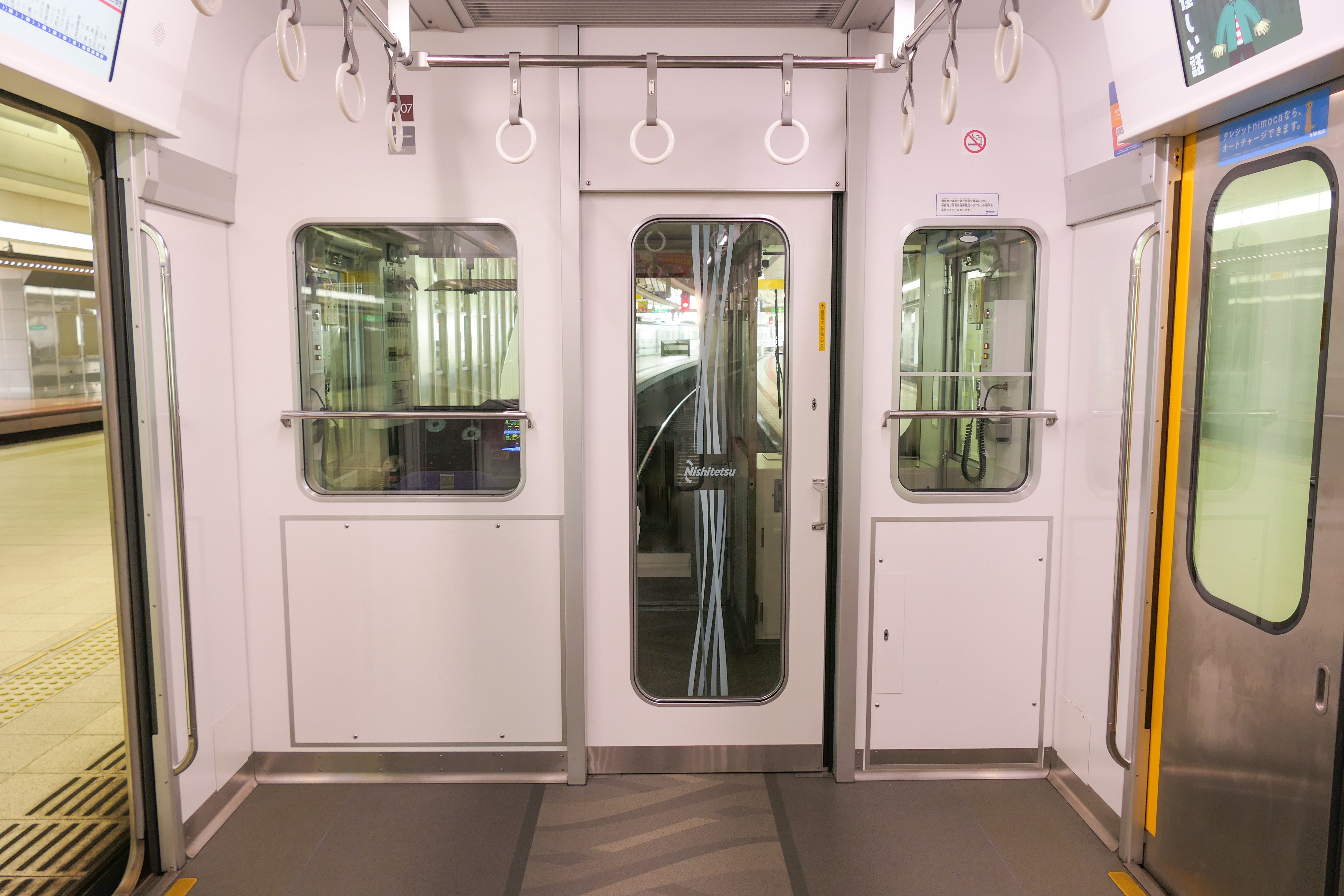
乗務員室背面と貫通路 （ク9007）
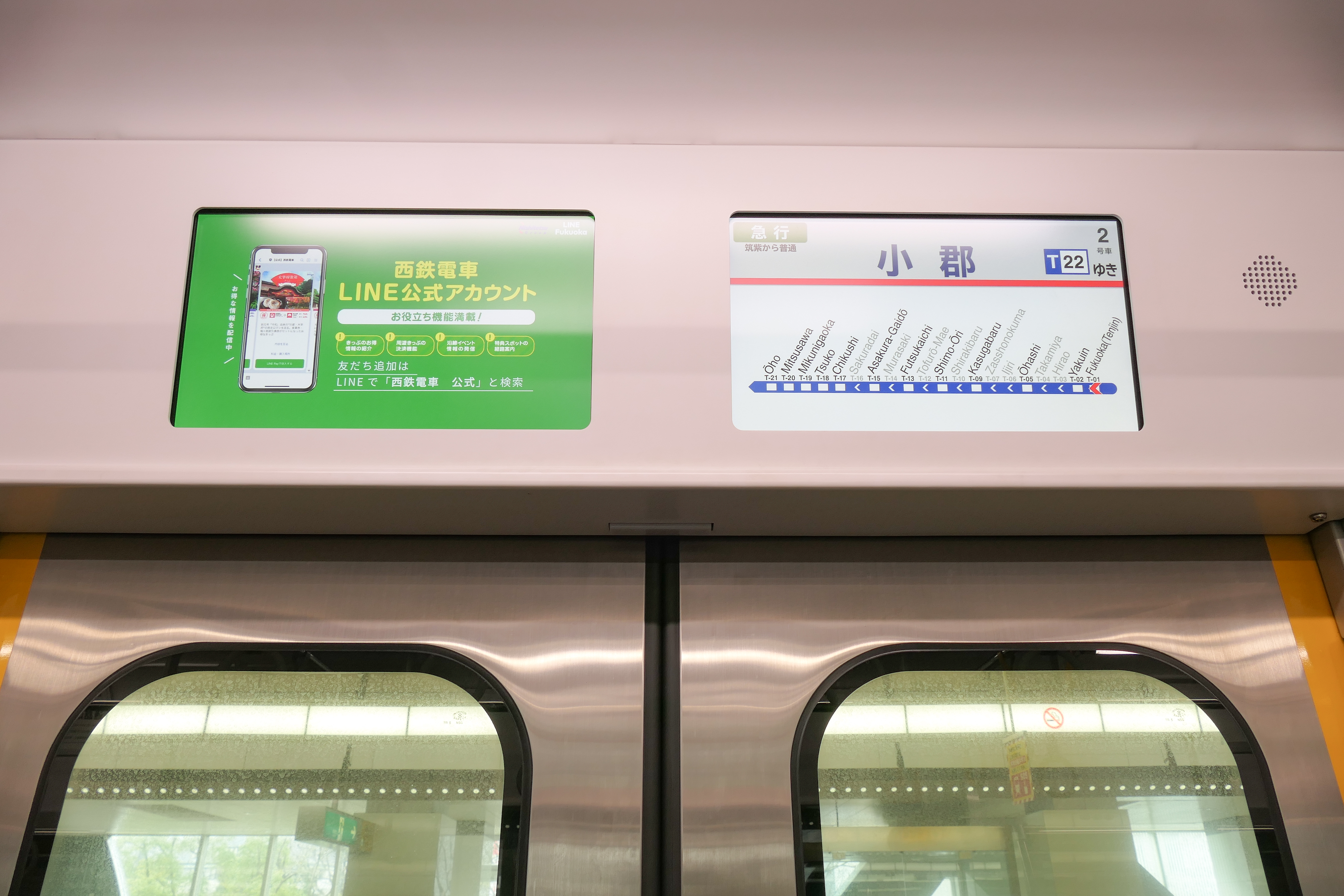
車内液晶ディスプレイ （モ9307）
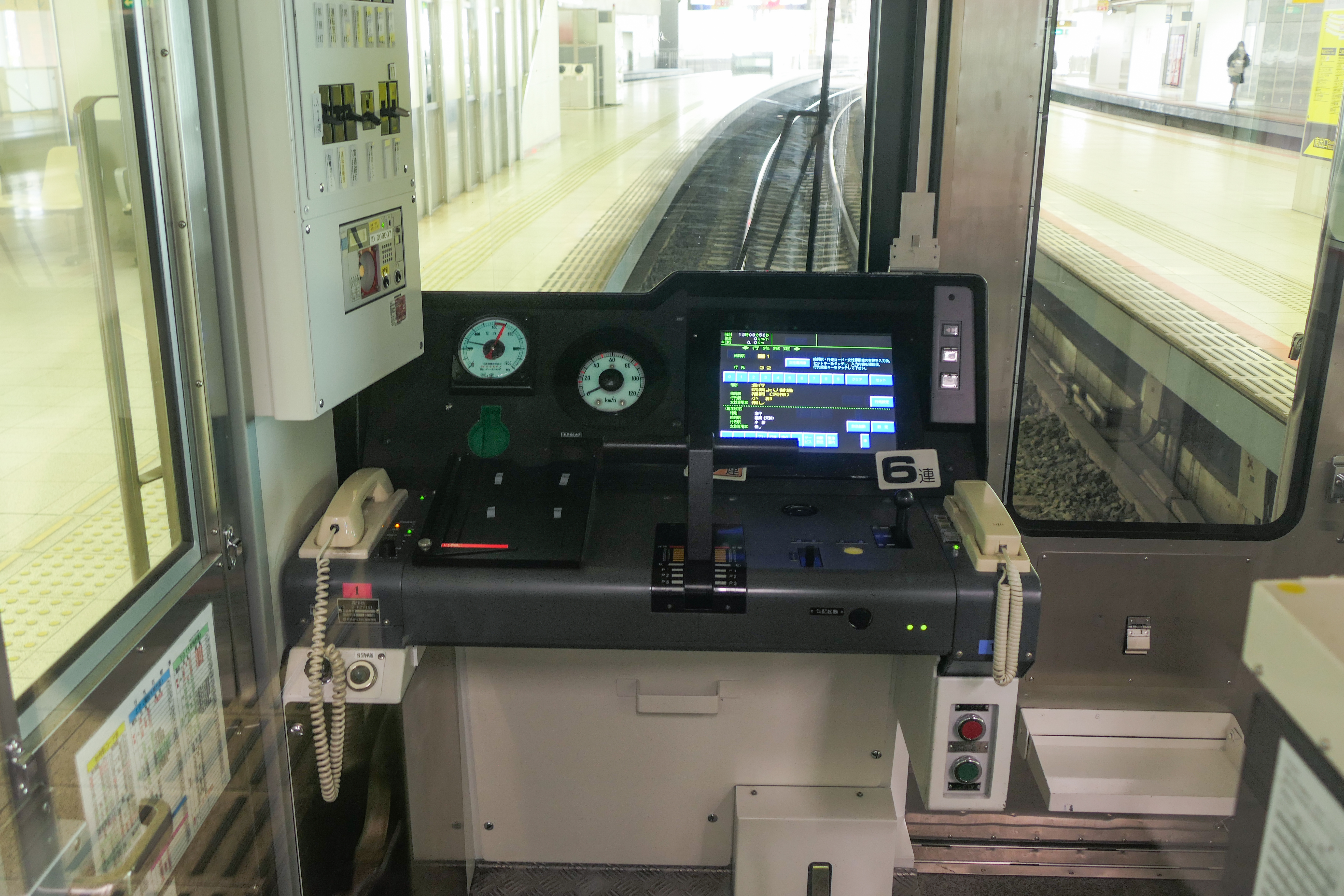
運転台 （ク9007）

## 形式
以下の各形式がある。編成ごとに車両番号の末尾2桁の数字は統一されている。
- ク9000：3両編成の大牟田方先頭車（制御車）。
- モ9100：2両編成の大牟田方先頭車（制御電動車）。パンタグラフ2基・制御装置・SIV（三相交流200 V、60 Hz、120 kVA）を搭載する。
- モ9300：3両編成の中間電動車。パンタグラフ2基・制御装置・SIV（三相交流200 V、60 Hz、120 kVA）を搭載する。
- ク9500：福岡（天神）・太宰府方先頭車（制御車）。空気圧縮機を搭載する。

## 製造
2016年（平成28年）度に3両編成×2本（9101F・9102F）・2両編成×2本（9103F・9104F）の計10両が、2017年（平成29年）度に3両編成×2本（9106F・9107F）・2両編成×1本（9105F）の計8両が導入された。2016年（平成28年）度の増備車は同年11月9日に報道向けに公開され、2017年（平成29年）3月18日に試乗会を行い、3月20日に9001F+9103Fが、3月30日に9002F+9104Fが運用を開始した。2017年（平成29年）5月26日には9105Fが、5月27日には9006Fが、5月31日には9007Fが運転を開始した。2018年（平成30年）度は3両編成×1本（9008F）・2両編成×2本（9109F・9110F）、2021年（令和3年）度は2両編成×2本（9111F・9112F）が、2023年（令和5年）度は3両編成×1本（9015F）・2両編成×2本（9113F・9114F）が導入された。
2025年（令和7年）4月1日現在、2両編成×11本、3両編成×7本の18編成43両が導入され運用に充てられている。また、2016年（平成28年）度の導入開始から2028年（令和10年）度にかけて合計70両を導入し、5000形74両を置き換える見込みである。

## 運用
天神大牟田線・太宰府線にて運用される。
主に5両編成の急行での運用に充てられている。また2021年（令和3年）度の増備以降は、4両編成での定期運用が開始された。ラッシュ時や日中の特急運用など、6両・7両での運用もある。その他、柔軟に編成を組むことが可能な点を生かし、3000形の代走に充当されることもある。

## 編成表
2025年（令和7年）4月1日現在
| ← 大牟田福岡（天神）・太宰府 → | ← 大牟田福岡（天神）・太宰府 → | ← 大牟田福岡（天神）・太宰府 → | ← 大牟田福岡（天神）・太宰府 → | ← 大牟田福岡（天神）・太宰府 → | ← 大牟田福岡（天神）・太宰府 → |
| ------------------------------ | ------------------------------ | ------------------------------ | ------------------------------ | ------------------------------ | ------------------------------ |
| 形式                           | ク9000 （Tc1）                 | ＜＞ モ9300 （M）              | ク9500 （Tc2）                 | 竣工                           | 備考                           |
| 搭載機器                       |                                | VVVF SIV                       | CP                             | 竣工                           | 備考                           |
| 車両番号                       | 9001                           | 9301                           | 9501                           | 2017/03/07                     |                                |
| 車両番号                       | 9002                           | 9302                           | 9502                           | 2017/03/24                     |                                |
| 車両番号                       | 9006                           | 9306                           | 9506                           | 2017/05/16                     |                                |
| 車両番号                       | 9007                           | 9307                           | 9507                           | 2017/05/30                     |                                |
| 車両番号                       | 9008                           | 9308                           | 9508                           | 2019/03/14                     |                                |
| 車両番号                       | 9015                           | 9315                           | 9515                           | 2023/10/31                     |                                |
| 車両番号                       | 9016                           | 9316                           | 9516                           | 2025/02/10                     |                                |

| ← 大牟田福岡（天神）・太宰府 → | ← 大牟田福岡（天神）・太宰府 → | ← 大牟田福岡（天神）・太宰府 → | ← 大牟田福岡（天神）・太宰府 → | ← 大牟田福岡（天神）・太宰府 → |
| ------------------------------ | ------------------------------ | ------------------------------ | ------------------------------ | ------------------------------ |
| 形式                           | ＜＞ モ9100 （Mc）             | ク9500 （Tc2）                 | 竣工                           | 備考                           |
| 搭載機器                       | VVVF SIV                       | CP                             | 竣工                           | 備考                           |
| 車両番号                       | 9103                           | 9503                           | 2017/03/17                     |                                |
| 車両番号                       | 9104                           | 9504                           | 2017/03/29                     |                                |
| 車両番号                       | 9105                           | 9505                           | 2017/05/25                     |                                |
| 車両番号                       | 9109                           | 9509                           | 2019/03/18                     |                                |
| 車両番号                       | 9110                           | 9510                           | 2019/03/15                     |                                |
| 車両番号                       | 9111                           | 9511                           | 2021/08/11                     |                                |
| 車両番号                       | 9112                           | 9512                           | 2021/08/11                     |                                |
| 車両番号                       | 9113                           | 9513                           | 2023/10/31                     |                                |
| 車両番号                       | 9114                           | 9514                           | 2023/10/31                     |                                |
| 車両番号                       | 9117                           | 9517                           | 2025/02/06                     |                                |
| 車両番号                       | 9118                           | 9518                           | 2025/02/04                     |                                |

凡例
- VVVF：制御装置
- SIV：補助電源装置
- CP：空気圧縮機